# Quatrième élargissement de l'Union européenne
Le quatrième élargissement de l'Union  européenne a lieu le 1er janvier 1995 et voit l'entrée de l'Autriche, de la Finlande et de la Suède dans Union européenne.

## Historique
Les trois États rejoignent les douze le 1er janvier 1995 après seulement quelques années de négociations, ils quittent dans le même temps l'Association européenne de libre-échange (AELE) mais conservent leur neutralité militaire en restant en dehors de l'Organisation du traité de l'Atlantique nord (OTAN). La Norvège et la Suisse déposent également leur candidature mais les Norvégiens et les Suisses rejettent cette idée lors de deux référendums (le 27 et 28 novembre 1994 en Norvège et le 6 décembre 1992 en Suisse). 
Les relations entre les trois États et la CEE puis l'UE se développent en profondeur dès la fin des années 1980 pour trois raisons principales : les crises économiques des années 1980 en Europe, des difficultés d'exportation vers l'Union européenne à la suite de la mise en place du Marché commun européen (commerce intra-européen facilité) et la fin de la guerre froide qui modifie les rapports de force en Europe. La CEE commence à travailler sur la création d'une monnaie commune et ne souhaite pas d'un nouvel élargissement à court terme ; le Président de la Commission européenne, Jacques Delors propose de donner accès au marché intérieur aux pays membres de l'AELE sans adhésion préalable. Cette solution est repoussée par les grandes entreprises de la CEE, ce qui conduit celles de Suède à pousser la politique de leur gouvernement vers l'adhésion,.
Les négociations d'adhésion ne présentent aucun obstacle majeur et les nouveaux États membres sont déjà développés et démocratiques. Aucune obligation de défense commune ou transatlantique ne leur est imposées et une grande partie de l'acquis communautaire est déjà acté le cadre de l'accord sur l'Espace économique européen (EEE).
Chacun des quatre candidats (la Suisse ayant répondu par référendum avant de le devenir) soumettent l'adhésion au vote populaire :
- Référendum en Autriche - 66,6 % en faveur
- Référendum en Finlande - 56,9 % en faveur (référendum distinct dans les îles Åland - 73,64 % en faveur)
- Référendum en Suède - 52,8 % en faveur
- Référendum en Norvège - 47,8 % en faveur